# Rossija 24
Rossija 24 (ros. Россия 24, pol. „Rosja 24”) – publiczna informacyjna rosyjska stacja telewizyjna całodobowo nadająca programy propagandowe i publicystyczne.

## Historia
Pracę nad uruchomieniem całodobowego kanału informacyjnego rozpoczęły się już w 2003 roku, ale dopiero w 2006 roku decyzją Władimira Putina rozpoczął się właściwy proces budowania nowego kanału informacyjnego. Kanał pod nazwą „Wiesti” (ros. Вести) wystartował 1 lipca 2006 roku o godzinie 19:00. 7 lutego 2008 roku sygnał „Wiesti” dotarł do Stanów Zjednoczonych, a 19 maja 2008 roku – także do sieci kablowych w Serbii. Od 1 stycznia 2010 roku działa pod nazwą „Rossija 24”.
Transmisja stacji jest zakazana od 2022 roku na Ukrainie, Litwie, Łotwie, Mołdawii i w Polsce.

## Krytyka
Wielu ekspertów jednogłośnie twierdzi, że kanał jest „projektem politycznym” mającym wpływ na wyniki wyborów parlamentarnych w 2007 i 2008 roku.

### Skandal dotyczący wyborów z 2011 roku
W 2011 roku, podczas wyborów do Dumy Państwowej kanał pokazał sondaż wyborczy, w którym suma wszystkich głosów wynosiła 146 procent. W późniejszym okresie ówczesna głowa rostowskiej komisji wyborczej, Siergiej Jusov, powiedział, że dane „nie pokrywały się z tymi przekazanymi przez Centralną Komisję Wyborczą w Rosji”. Cytując dalsze słowa, „wynik wyborów został obliczony w zupełnie inny sposób niż ten przedstawiony w telewizji”.